# 傅家镇 (淄博市)
傅家镇，是中华人民共和国山東省淄博市张店区下辖的一个乡镇级行政单位。

## 行政区划
傅家镇下辖以下地区：
坤升社区、傅家村、浮山译村、高家村、孙家村、苏村、小徐村、小田村、南家村、石家村、房家村、河崖头村、义集村、营子村、宋家村、张冉村、大徐村、向阳村、唐家村和黄家村。

## 人口
2010年中国第六次人口普查时，傅家镇共有人口67652人。共有家庭23406户，平均每户2.70人。14岁以下的少年儿童共10061人，占总人口14.87%；15-64岁人口共53208人，占总人口78.64%；65岁及以上的老年人共4383人，占总人口的6.478%。男性共计36006人，占总人口53.22%；女性共计31646，占总人口46.77%。本地居住的人口中，拥有本地户籍的人口为36989人，占54.67%。